# Riserva naturale di Monte Mario
La riserva naturale di Monte Mario è un'area naturale protetta in provincia di Roma. La riserva occupa una superficie di 238 ettari ed è stata istituita nel 1997 su una parte di Monte Mario a Roma.

## Territorio
Nel territorio del parco si trova il monte Cacciarello.

## Punti di interesse
Nel parco si trovano Villa Mazzanti, Villa Madama, Villa Miani e Villa Mellini, sede dell'Osservatorio astronomico di Roma.